# Hans-Jürgen Riediger
Hans-Jürgen Riediger (Finsterwalde, República Democrática Alemana; 20 de diciembre de 1955) es un exfutbolista alemán que jugó como delantero durante las décadas de 1970 y 1980. Desarrolló toda su carrera profesional en el Dinamo de Berlín, equipo en el que disputó un total de 196 partidos y anotó 105 goles en la DDR-Oberliga.
Representó a la Alemania Oriental en distintos niveles. Con el combinado adulto disputó un total de 41 partidos y anotó seis goles, mientras que con el seleccionado olímpico llegó a disputar los Juegos Olímpicos de Montreal, en el que consiguieron la medalla de oro.

## Carrera en clubes
Nacido en Finsterwalde, comenzó a jugar al fútbol en el BSG Traktor Sonnewalde en 1964 y luego en el BSG Motor Finsterwalde Süd entre 1965 y 1970, año que se integró a las divisiones inferiores del Dinamo de Berlín.
Debutó en la DDR-Oberliga el 20 de junio de 1973 en el penúltimo partido de la temporada contra el FSV Zwickau, club dirigido por Günter Schröter. Al encuentro siguiente, anotó un doblete al Erzgebirge Aue en el Sportpark.
Con una gran cantidad de goles, Riediger resultó una pieza fundamental de los cinco títulos ligueros del Dinamo obtenidos entre 1979 y 1983. En total, disputó 193 partidos y convirtió 105 tantos. A pesar de su buen promedio de gol, nunca fue el máximo anotador en la primera división de Alemania Oriental, principalmente debido al buen rendimiento del delantero Joachim Streich. En la exitosa campaña de 1978-79 marcó 20 goles en total, con lo que fue el segundo goleador del campeonato y resultó vital para la obtención del primer título liguero del Dinamo.
Por competencias europeas marcó 10 goles y disputó un total de 17 partidos. Entre ellos, marcó al Nottingham Forest de Peter Shilton;  al Association Sportive de Saint-Étienne de Michel Platini; al Hamburgo S.V. y un triplete al Estrella Roja.
La temporada 1982-83 fue una de sus mejores temporadas, pero también la última. Anotó un total de 16 goles en los primeros 15 partidos, pero una grave lesión en su rodilla acabó con su carrera. Riediger terminó como el tercer máximo anotador en la DDR-Oberliga 1982-83 a pesar de solo jugar 15 encuentros. Fue superado por Joachim Streich, del 1. FC Magdeburgo, con 19 goles en 25 partidos. A pesar de ser inscrito por Jürgen Bogs en el equipo para al temporada 1983-84, nunca volvió a jugar profesionalmente. 

## Clubes
| Club             | País                          | Año       |
| ---------------- | ----------------------------- | --------- |
| Dinamo de Berlín | República Democrática Alemana | 1973-1984 |

## Palmarés

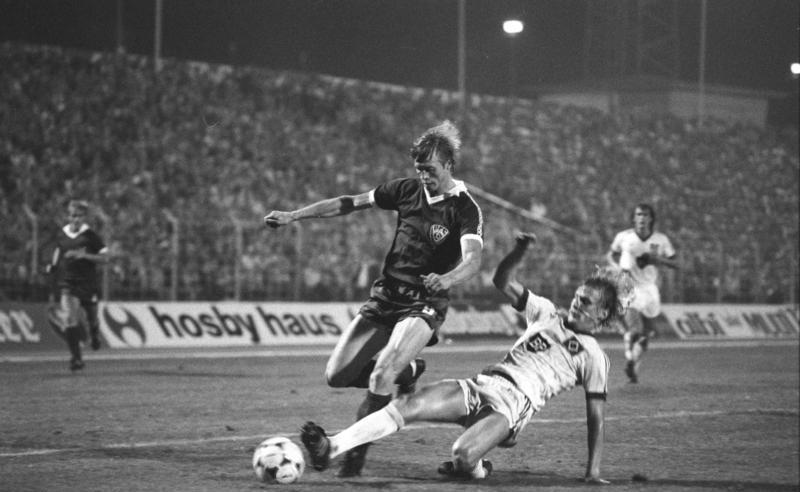
Riediger disputando el balón contra Holger Hieronymus, del Hamburgo.

### Campeonatos nacionales (5)
| Título       | Club             | País                          | Año     |
| ------------ | ---------------- | ----------------------------- | ------- |
| DDR-Oberliga | Dinamo de Berlín | República Democrática Alemana | 1978-79 |
| DDR-Oberliga | Dinamo de Berlín | República Democrática Alemana | 1979-80 |
| DDR-Oberliga | Dinamo de Berlín | República Democrática Alemana | 1980-81 |
| DDR-Oberliga | Dinamo de Berlín | República Democrática Alemana | 1981-82 |
| DDR-Oberliga | Dinamo de Berlín | República Democrática Alemana | 1982-83 |